# Guilty Gear Strive
Guilty Gear Strive (ギルティギア ストライヴ, Giruti Gia Sutoraivu) est un jeu vidéo de combat développé et édité par Arc System Works. Il s'agit du septième volet principal de la série Guilty Gear et du 24e au total. Le jeu est sorti mondialement le 11 juin 2021.

## Développement
Après qu'un nouvel épisode de la série Guilty Gear avait été confirmé comme étant en développement à l'EVO 2018 par Arc System Works, le jeu a été révélé mondialement sous le titre provisoire de New Guilty Gear à l'EVO 2019. Deux jours plus tard, la musique principale du jeu, "Smell of the Game", a été entièrement révélée dans un single promotionnel. Le titre Guilty Gear Strive a été révélé dans une bande-annonce en novembre 2019.
Le jeu a été retardé de mai 2020 à une date de sortie non spécifiée en 2021 en raison de l'impact de la pandémie de Covid-19. Après la mise en ligne de sa version bêta publique tout au long de février 2021, le jeu a été retardé du 9 avril au 11 juin 2021, l'équipe de développement citant le jeu pour améliorer la stabilité des serveurs en ligne en fonction du feedback donné par les joueurs,.

## Publication
Guilty Gear Strive est lancé sur PlayStation 4, PlayStation 5 et Microsoft Windows le 11 juin 2021. Le jeu est également distribué via Sega dans les arcades japonaises. Le support multiplateforme est pris en charge pour les versions PlayStation 4 et PlayStation 5.

### Pré-version
Pendant la phase bêta publique, le netcode du jeu a été très apprécié des joueurs.

## Adaptation
Une adaptation en série d'animation, intitulée Guilty Gear Strive: Dual Rulers et produite par le studio Sanzigen, est diffusée à la télévision japonaise à partir du 5 avril 2025.